# Madame Vuillard dans le salon
Madame Vuillard dans le salon est une huile sur carton du peintre nabi français Édouard Vuillard (1868-1940) conservée au musée de l'Ermitage de Saint-Pétersbourg. Elle est signée en bas à gauche.
Cette petite œuvre de 27,5 × 28,2 cm date de 1893 (ou de 1898 selon certaines sources) et représente une scène de tous les jours avec au milieu Madame Vuillard, la mère de l'artiste, qui vécut à Paris avec lui toute sa vie durant, jusqu'à sa mort en 1928 (Édouard Vuillard avait alors soixante ans). Petit tableau intimiste, il montre Madame Vuillard de dos, la tête légèrement tournée en bas à droite cherchant quelque chose dans un angle du salon. C'est une veuve vêtue de noir en chignon, la mise modeste, contrastant avec le décor floral, mais sombre, du fauteuil et le pointillé du papier peint gris. Elle vivait, outre de sa maigre pension de veuve (son mari était mort dix ans auparavant), de quelques travaux de couture et habitait avec son fils. Sa fille était l'épouse du peintre Ker-Xavier Roussel, ancien condisciple de Vuillard au lycée. Les seules taches de couleur vive dans ce tableau aux tonalités grises et ocre, ce sont le rouge des tranches des reliures posées sur l'étagère et une légère pointe rose sur le vase.
Ce tableau faisait partie de la collection de l'Allemand Otto Krebs confisquée par l'Armée rouge en réparation des dommages de guerre infligés par l'Allemagne à l'URSS pendant la Grande Guerre patriotique (1941-1945). Le tableau Madame Vuillard dans le salon est montré au public de l'Ermitage depuis 1995.